# 羅巴爾RC-50狙擊步槍
羅巴爾RC-50（英語：Robar RC-50）是一款由美國羅巴爾公司研製及生產的12.7×99毫米口徑手動式反器材狙擊步槍，目前獲數個國家的特種部隊採用中。

## 概述
羅巴爾RC-50是根據它同廠的SR-60D發展而成，它是一款專門針對特種部隊而設的手動式狙擊步槍。與許多的反器材狙擊步槍一樣，RC-50能夠用於執行反狙擊任務，破壞敵方輕型載具、雷達、停泊的飛機，什至殲滅敵方人員。該槍有兩個版本，分別為標準型及具可摺式槍托的RC-50F，其槍托是向左摺疊，並由玻璃纖維製成。為了減低後座力，RC-50的槍口前方裝有一個補償裝置，其槍托上則附有一個塑料製緩衝墊。而基於它作為一支狙擊步槍，所以也附有一對兩腳架。其載彈量為5發，並由一個可拆式彈匣供彈。另外，RC-50有著一個跟雷明登700步槍較為類似的板機機制，其板機壓力更是可調整的，重量分別由226克到4嗙。 用戶亦能夠按自己的喜好去選擇步槍的顏色或塗裝，目前可選的有黑色、灰色以及迷彩色等。RC-50及其專用配件皆能夠放入一個以玻璃纖維製成的箱子内以方便攜行。其專用瞄具為16倍光學瞄準鏡，需透過步槍機匣頂部的支架來安裝 。而考慮到不同作戰需求，此槍也能使用其他瞄準鏡。

RC-50目前正被美國、英國、澳洲、紐西蘭以及沙特阿拉伯等國家的特種部隊使用中，並曾部署在阿富汗和伊拉克。

## 使用國
- 马来西亚
- 新西兰
- 沙烏地阿拉伯
- 土耳其
- 英国
  - 英國陸軍特種空勤團
- 美国
  - 美國海岸警衛隊
  - 美國特種作戰司令部

## 另見
- TAC-50狙擊步槍
- 阿瑪萊特AR-50狙擊步槍
- 巴雷特M90狙擊步槍
- 巴雷特M95狙擊步槍
- 巴雷特M99狙擊步槍
- 巴雷特XM500狙擊步槍
- 巴雷特XM109狙擊榴彈發射器
- 巴雷特M82狙擊步槍
- 大毒蛇BA50狙擊步槍
- 風行者M96狙擊步槍
- 沙漠科技硬目標攔截狙擊步槍
- 精密國際AW50狙擊步槍
- 精密國際AW50F狙擊步槍
- 精密國際AX50狙擊步槍
- PGM Hecate II狙擊步槍
- OM 50復仇女神狙擊步槍
- 斯泰爾HS .50狙擊步槍
- Falcon狙擊步槍
- DSR-50狙擊步槍
- Gepard狙擊步槍
- 扎斯塔瓦M93黑箭狙擊步槍
- KSVK狙擊步槍
- VKS狙擊步槍
- AMR-2狙擊步槍
- T112狙擊步槍
- 反器材步槍

## 外部連結
- 生產商官網 （页面存档备份，存于）